# Rozhledna Radětice
Rozhledna u Radětic je dřevěná, umístěna u lesa západně nad obcí Radětice v okrese Tábor, 4 km vzdušnou čarou na severozápad od Bechyně, na východním okraji Přírodního parku Plziny, v nadmořské výšce 450 m  n. m.

## Historie

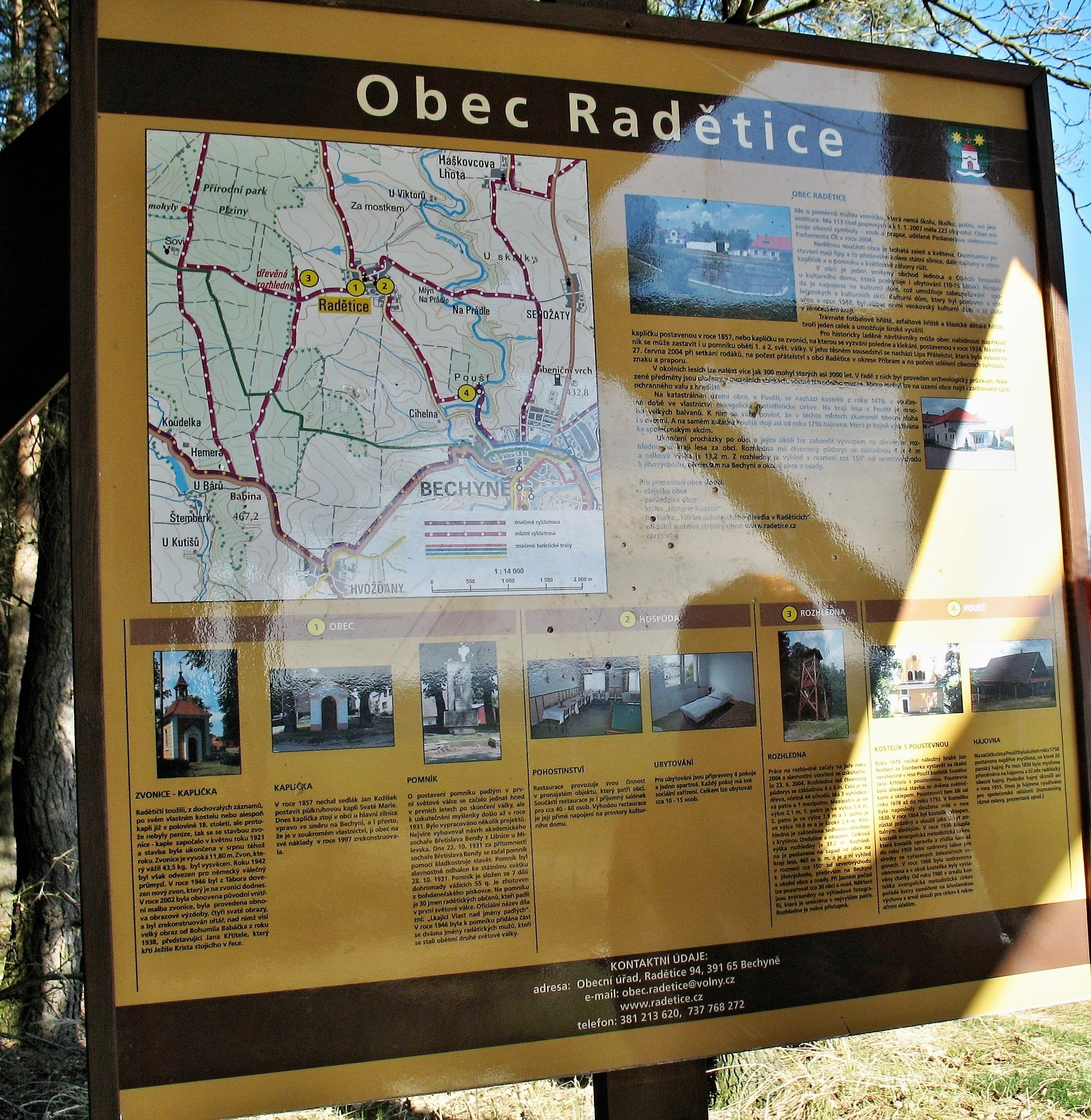
Informační tabule u rozhledny

Na místě rozhledny stával dříve myslivecký posed. V roce 2003 starosta Radětic Josef Svoboda inicioval stavbu rozhledny, která byla zahájena na jaře roku 2004 (Miloslav Dědič). Slavnostní otevření rozhledny se konalo 23. června 2004

## Technické parametry
Rozhledna je z převážně smrkového dřeva, na pevném základu. Má čtyři vyhlídkové plošiny, nejvyšší v 10 metrech. Výška rozhledny je 12 m, schodů  45. Schody jsou s menším sklonem, bezpečné i pro starší návštěvníky.

## Přístup
Je celoročně volná, má uvnitř lavičku a informační ceduli, do blízkosti se dá dojet autem a cca 200 m kolem lesa pak dojít pěšky.

## Rozhled
Výhled z rozhledny je zejména na severovýchod až jihovýchod (např. na Bechyni, Senožaty, Radětice, Stádlec, Bechyňskou Smoleč). Směrem na západ výhledu brání vzrostlý les. 